# Doudeville
Doudeville település Franciaországban, Seine-Maritime megyében. Lakosainak száma 2440 fő (2022. január 1.). Doudeville Amfreville-les-Champs, Bénesville, Berville, Étalleville, Fultot, Gonzeville, Harcanville, Hautot-l’Auvray, Routes, Saint-Vaast-Dieppedalle és Yvecrique községekkel határos.

## Népesség
A település népességének változása:
| Lakosok száma | 2552 | 2517 | 2555 | 2484 | 2482 | 2477 | 2472 | 2460 | 2440 |
|               | 2013 | 2015 | 2016 | 2017 | 2018 | 2019 | 2020 | 2021 | 2022 |